# 콜롬비아 U-20 축구 국가대표팀
콜롬비아 U-20 축구 국가대표팀(스페인어: selección de fútbol sub-20 de Colombia)은 해당 연령대의 국제 축구에서 콜롬비아를 대표하는 축구 국가대표팀이며, 콜롬비아의 축구 관리 기관인 콜롬비아 축구 연맹의 관리를 받는다.
FIFA U-20 월드컵에 총 11번 출전했으며, 2003년 대회에서 3위를 차지함과 동시에 페어플레이상을 수상했다. 또한 CONMEBOL U-20 축구 선수권 대회에서 1987년과 2005년, 2013년에 우승했으며, 모리스 르블로 대회에서는 1999, 2000, 2011년에 우승했다.

## 역대 감독
| 감독            | 임기        |
| --------------- | ----------- |
| 레이날도 루에다 | 2002 ~ 2004 |